# Haus Ruhreck

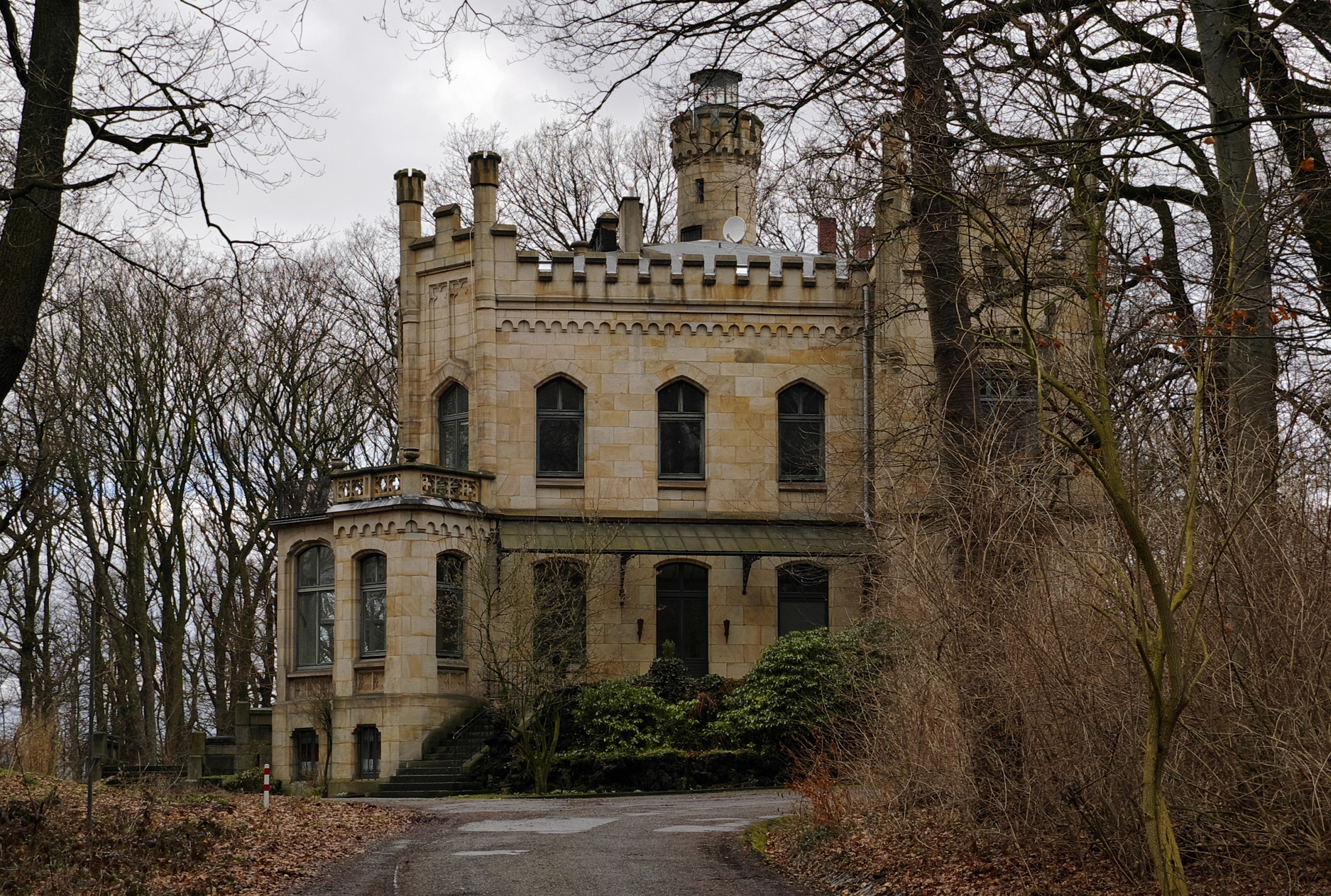
Haus Ruhreck

Haus Ruhreck ist eine Unternehmervilla in der Gemarkung Boele der Stadt Hagen im südöstlichen Ruhrgebiet.
Der Fabrikant Caspar Diedrich Killing (Besitzer der Waggonfabrik Killing & Sohn) ließ das Haus im Stile einer Burg 1878 errichten und nannte es Killingsburg. Nach der Trennung von seiner Ehefrau, einer geborenen Ziegenbein, ging das Haus in deren Besitz über. Umbenannt in Haus Ruhreck verblieb es bis heute im Besitz der Erbengemeinschaft Rempke.